# ケニー・ギャレット
ケニー・ギャレット（Kenny Garrett、1960年10月9日 - ）は、アメリカのポスト・バップ・ジャズ・サックス奏者にしてフルート奏者であり、若い頃にデューク・エリントン・オーケストラとマイルス・デイヴィス・バンドのメンバーとして認められた。それ以降は、ソロ・キャリアを追求してきた。

## 略歴
ケニー・ギャレットは、1960年10月9日にミシガン州デトロイトで生まれた。父親は趣味でテナーサックスを演奏する大工であった。1978年にマーサー・エリントンの指揮の下、デューク・エリントン・オーケストラに加わったとき、サックス奏者としてのギャレット自身のキャリアが始まった。ギャレットはまた、リーダーとしてのキャリアを築く前に、アート・ブレイキー、マイルス・デイヴィス、フレディ・ハバード、ウディ・ショウと共演および録音した。
1984年、ギャレットはクインテットのバンドリーダーとしてファースト・アルバム『Introducing Kenny Garrett』を、Criss Crossレーベルにてレコーディングした。その年、彼はブルーノート・レコードがプロデュースしたアウト・オブ・ザ・ブルーの創設メンバーとなった。1986年、ギャレットはアート・ブレイキーのザ・ジャズ・メッセンジャーズのメンバーになった。
彼はワーナー・ブラザーズ・レコードとレーベル契約し、1992年のアルバム『ブラック・ホープ』を皮切りに8枚のアルバムを録音した 。ギャレットの音楽は時々アジアの影響を示しており、2006年のグラミー賞にノミネートされたアルバム『ビヨンド・ザ・ウォール』ではその側面がとりわけ顕著である。

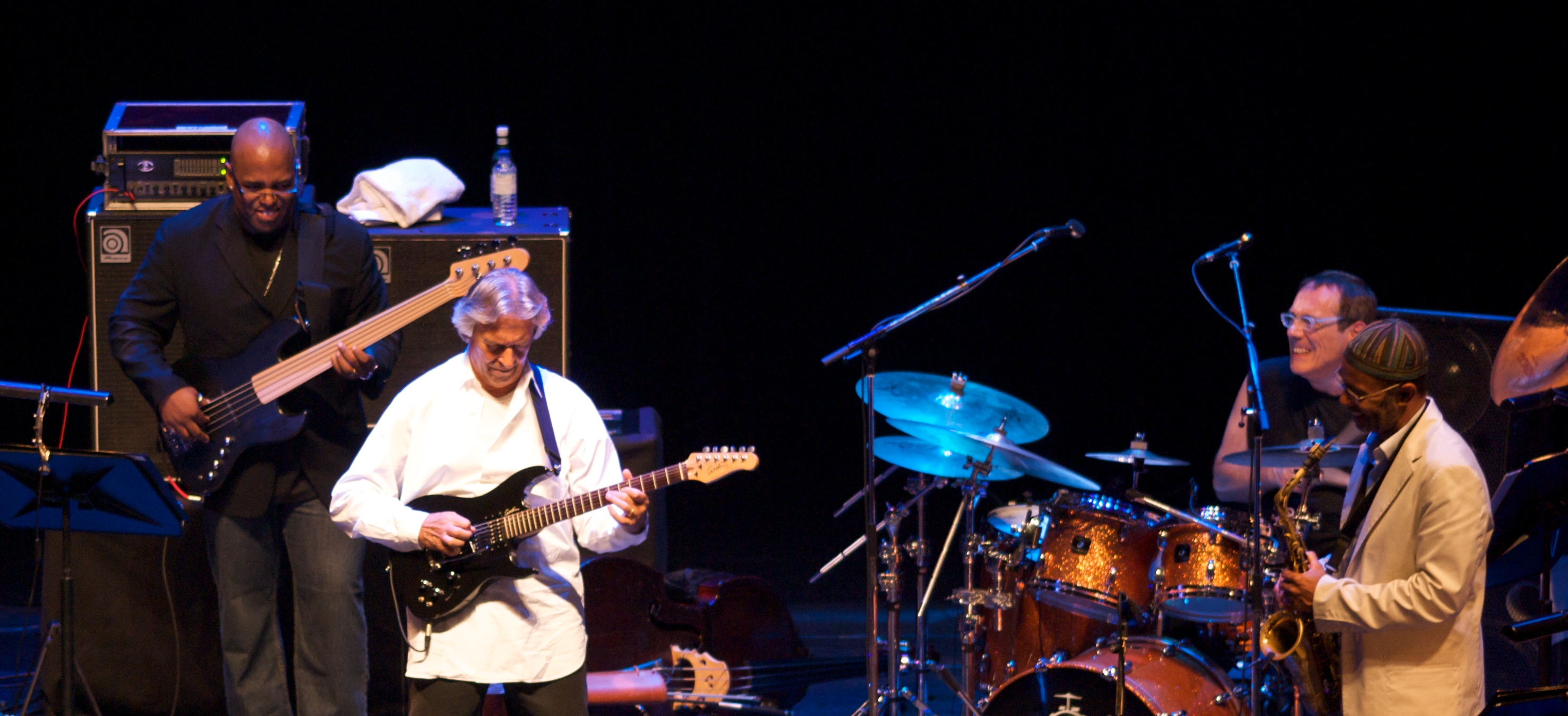
クリスチャン・マクブライド、ジョン・マクラフリン、ヴィニー・カリウタ、ギャレット（2008年）

ギャレットは、2008年頃にチック・コリア、ジョン・マクラフリン、クリスチャン・マクブライド、ブライアン・ブレイド/ヴィニー・カリウタによる「ファイヴ・ピース・バンド」に参加した。アルバム『ファイヴ・ピース・バンド・ライヴ』は2010年にグラミー賞を受賞した。
2011年、ギャレットはマサチューセッツ州ボストンのバークリー音楽大学から名誉音楽博士号を授与された。ギャレットは卒業生のために卒業式のスピーチも行った。
2012年、ギャレットは2012年のスタジオ・アルバム『Seeds from the Underground』で、最優秀トラディショナル・ジャズ・アーティスト/グループのカテゴリにてソウルトレイン・アワードにノミネートされた。また、2012年には、グラミー賞の最優秀ジャズ・インストゥルメンタル・アルバム部門と最優秀インプロヴァイズド・ジャズ・ソロ部門でグラミー賞にノミネートされ、最優秀ジャズ・アルバム部門にて、NAACPイメージ・アワードにノミネートされた。2013年、ギャレットはサックス奏者・オブ・ザ・イヤー部門にてエコー賞を受賞した。
ギャレットのアルバム『プッシング・ザ・ワールド・アウェイ』は、2013年に最優秀ジャズ・インストゥルメンタル・アルバム部門でグラミー賞にノミネートされた。
ギャレットはニュージャージー州グレン・リッジの居住者となっている。

## 栄誉
2011年：バークリー音楽大学の名誉音楽博士、卒業式のスピーチ担当。

## 影響
ギャレットは、「ワシントン・シティ・ペーパー」紙では「彼の世代で最も重要なアルトサックス奏者」と、「ニューヨーク・タイムズ」紙では「チャーリー・パーカーに次ぐ、ジャズで最も称賛されているアルトサックス奏者の1人」と評された。 

## ディスコグラフィ

### リーダー・アルバム
- Introducing Kenny Garrett (1985年、Criss Cross) ※1984年録音
- 『ギャレット・ファイブ』 - Garrett 5 (1989年、Paddle Wheel) ※1988年録音
- 『プリズナー・オブ・ラヴ』 - Prisoner of Love (1989年、Atlantic)
- 『アフリカン・エクスチェンジ・スチューデント』 - African Exchange Student (1990年、Atlantic)
- 『ブラック・ホープ』 - Black Hope (1992年、Warner Bros.)
- Stars & Stripes Live (1994年、Jazz Door) ※1993年ライブ録音
- 『トリオロジー』 - Triology (1995年、Warner Bros.)
- 『追求〜コルトレーンに捧ぐ』 - Pursuance: The Music of John Coltrane (1996年、Warner Bros.)
- 『ソングブック』 - Songbook (1997年、Warner Bros.)
- 『シンプリー・セッド』 - Simply Said (1999年、Warner Bros.)
- Old Folks (1999年、West Wind) ※with ジョン・スコフィールド、マイケル・ブレッカー、デヴィッド・フリーゼン
- Casino Lights '99 (2000年、Warner Bros.) ※オムニバス・アルバム。モントルー・ジャズ・フェスティバルでのライブ
- 『ハッピー・ピープル』 - Happy People (2002年、Warner Bros.)
- 『スタンダード・オブ・ランゲージ』 - Standard of Language (2003年、Warner Bros.)
- 『ビヨンド・ザ・ウォール』 - Beyond the Wall (2006年、Nonesuch)
- 『スケッチズ・オブ・MD』 - Sketches of MD: Live at the Iridium (2008年、Mack Avenue)
- Seeds from the Underground (2012年、Mack Avenue)
- 『プッシング・ザ・ワールド・アウェイ』 - Pushing the World Away (2013年、Mack Avenue)
- 『ドゥ・ユア・ダンス!』 - Do Your Dance! (2016年、Mack Avenue)

### アウト・オブ・ザ・ブルー
- 『アウト・オブ・ザ・ブルー』 - O.T.B. (1985年、Blue Note) ※with マイケル・フィリップ・モスマン、ラルフ・ボーエン、ハリー・ピケンズ、ロバート・ハースト、ラルフ・ピーターソン
- 『インサイド・トラック』 - Inside Track (1986年、Blue Note)
- 『ライヴ・アット・マウント・フジ』 - Live at Mt. Fuji (1987年、Blue Note) ※with ミハエル・フィリップ・モスマン、ラルフ・ボーエン、ハリー・ピケンズ、ラルフ・ピーターソン、ケニー・デイヴィス

### 参加アルバム
ドナルド・バード
- 『ハーレム・ブルース』 - Harlem Blues (1988年、Landmark)
- 『ゲッティング・ダウン・トゥ・ビジネス』 - Getting Down to Business (1990年、Landmark)

チック・コリア
- 『バド・パウエルへの追想』 - Remembering Bud Powell (1997年、Stretch) ※グラミー賞ノミネート
- 『ファイヴ・ピース・バンド・ライヴ』 - Five Peace Band Live (2009年、Concord) ※グラミー賞受賞

マイルス・デイヴィス
- 『アマンドラ』 - Amandla (1989年、Warner Bros.)
- 『ライヴ・アット・モントルー』 - Miles & Quincy Live at Montreux (1991年、Warner Bros.)
- 『ライヴ・アラウンド・ザ・ワールド』 - Live Around the World (1996年、Warner Bros.)

マーカス・ミラー
- 『ザ・キング・イズ・ゴーン』 - The Sun Don't Lie (1993年、Dreyfus)
- 『テイルズ』 - Tales (1995年、Dreyfus)
- 『ライヴ・アンド・モア』 - Live & More (1997年、GRP)
- 『M²〜パワー・アンド・グレイス』 - M² (2001年、Telarc)
- Dreyfus Night in Paris (2003年、Dreyfus Jazz) ※1994年ライブ録音。with ミシェル・ペトルチアーニ、ビレリ・ラグレーン、レニー・ホワイト
- Panther/Live (2004年、Jazz Door)

マルグリュー・ミラー
- Wingspan (1987年、Landmark)
- 『ハンド・イン・ハンド』 - Hand in Hand (1992年、Novus)

マイク・スターン
- 『ジーズ・タイムス』 - These Times (2004年、ESC)
- 『オール・オーヴァー・ザ・プレイス』 - All Over the Place (2012年、Heads Up International)

ジェフ・テイン・ワッツ
- Citizen Tain (1999年、Columbia)
- Detained at The Blue Note (2004年、Half Note)

その他
- デイヴィッド・マシューズ ：『スーパー・ファンキー・サックス』 - Super Funky Sax (1984年、Electric Bird) ※スーパー・ファンキー・サックス名義
- アート・ブレイキー・アンド・ザ・ジャズ・メッセンジャーズ : Feeling Good (1986年、Delos Productions)
- ウディ・ショウ : 『ソリッド』 - Solid (1986年、Muse)
- シダー・ウォルトン : Cedar Walton Plays (1986年、Delos)
- ジャック・ウォラス : Master of Suspense (1987年、Blue Note)
- シンディ・ブラックマン : 『アーケイン』 - Arcane (1987年、Muse)
- ウォレス・ルーニー : 『インテュイション』 - Intuition (1988年、Muse)
- ラリー・ウィリス : My Funny Valentine (1988年、Jazz City)
- デューク・エリントン・オーケストラ : 『ミュージック・イズ・マイ・ミストレス』 - Music Is My Mistress (1989年、Musicmasters)
- ジェリ・アレン : 『ザ・ナーチュラー』 - The Nurturer (1991年、Blue Note)
- チャーネット・モフェット : Evidence (1993年、Telarc)
- ロドニー・ケンドリック : The Secrets of Rodney Kendrick (1993年、Verve)
- ジャヴォン・ジャクソン : When The Time Is Right (1994年、Blue Note)
- アル・ジャロウ : 『テンダネス』 - Tenderness (1994年、Reprise)
- 矢野顕子 : 『ELEPHANT HOTEL』 - Elephant Hotel (1994年、Epic) ※「てぃんさぐぬ花」に客演
- フィリップ・セス : Masques (1995年、Verve Forecast)
- グールー : 『ザ・ニュー・リアリティ〜ジャズマタズII』 - Guru's Jazzmatazz, Vol. 2: The New Reality (1995年、Chrysalis)
- テレンス・ブランチャード : 『ロマンティック・ディファイアンス』 - Romantic Defiance (1995年、Columbia)
- ウェイマン・ティスデール : Power Forward (1995年、Motown)
- レニー・ホワイト : 『プレゼント・テンス』 - Present Tense (1995年、Hip Bop)
- クリスチャン・マクブライド : 『ナンバー2エクスプレス』 - Number Two Express (1996年、Verve)
- ステファン・スコット : 『ザ・ビューティフル・シング』 - The Beautiful Thing (1997年、Verve)
- トニー・リーダス & アーバン・リレイションズ : 『ピープル・ゲット・レディ』 - People Get Ready (1998年、Sweet Basil)
- ハービー・ハンコック : 『ガーシュウィン・ワールド』 - Gershwin's World (1998年、Verve)
- ジョン・スコフィールド : 『ワークス・フォー・ミー』 - Works for Me (2000年、Verve)
- ロイ・ヘインズ : Birds of a Feather - A Tribute to Charlie Parker (2001年、Dreyfus Jazz) ※グラミー賞ノミネート
- リチャード・ボナ : 『ムニア - ザ・テイル』 - Munia: The Tale (2003年、Verve) ※「Painting a Whish」に参加
- ミシェル・ンデゲオチェロ : 『ザ・スピリット・ミュージック・ジャミア』 - The Spirit Music Jamia: Dance of the Infidel (2005年、Universal Music)
- デニス・チェンバース : Planet Earth (2005年、BHM Productions)
- パッチェス・スチュワート : Blow (2005年、Koch)
- クリフトン・アンダーソン : Decade (2008年、Doxy)
- スティーヴ・トゥーレ : Rainbow People (2008年、HighNote)
- Qティップ : Kamaal the Abstract (2009年、Battery)

## 出版物
- The Kenny Garrett Collection. Artist Transcriptions. Milwaukee, Wisconsin, United States: Hal Leonard Corp. (2004)
- Kenny Garrett. Jazz Play-Along. 153. Milwaukee, Wisconsin, United States: Hal Leonard Corp. (2016)